# PSR J1509+5531

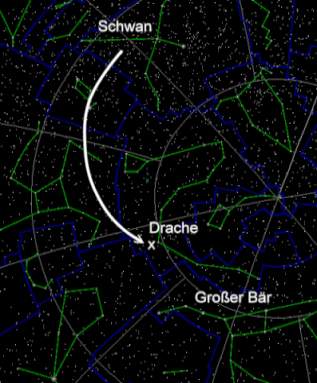
Der Weg, den PSR J1509+5531 bisher am Firmament zurückgelegt hat.

Der Pulsar PSR J1509+5531, bewegt sich mit der außergewöhnlich hohen Transversalgeschwindigkeit von 1083 km/s. Seine Rotationsdauer beträgt
0.7396812656680000s, die Verlangsamung 5.0078000*10−15 s/s, die charakteristische Zeit 106.369 Jahre.
Der Abstand zu uns von ca. 7700 Lichtjahren konnte unmittelbar über Very Long Baseline Array-Messungen aus der Parallaxe von 0,0004" abgeleitet werden.
B1508+55 entstand wahrscheinlich vor 2,5 Mio. Jahren. Die Geburt durch eine Supernova-Explosion ereignete sich in der galaktischen Ebene außerhalb des Zentrums im Sternbild Schwan. Heute steht der Pulsar im Sternbild Drachen und bewegt sich aus unserer Milchstraße fort. Die Geschwindigkeit von B1508+55 liegt weit über der theoretisch erwarteten von 200 km/s. Möglicherweise erhielt er einen Zusatzimpuls durch die Wechselwirkung mit einem frühen Begleiter.